# 旭光發電廠

尚未遷廠拆除的舊旭光發電廠

旭光發電廠為一座位在臺灣屏東縣琉球鄉的小型火力發電廠，供應小琉球島的電力。2011年5月，屏東縣林邊鄉至琉球之間的供電海底電纜完工啟用，島上穩定供電後電廠已停止營運轉為備役狀態。

## 沿革

### 民營時期
屏東縣琉球鄉早年島上尚無供電業務時，居民大多皆以煤油燈、蠟燭等作為照明工具，而部分經濟能力較佳之鄉民自臺灣本島購買小型發電機，再將蓄電池充電，並對鄉民販售以利於鄉民的夜間照明。1964年，時任琉球鄉鄉長的陳上興向台電公司建議，將原裝設於恆春發電廠的柴油發電機移至琉球鄉。
1965年初，琉球鄉第10屆鄉民代表主席蔡明福開始籌建琉球鄉第一座發電廠，廠內裝設50KW及25KW柴油發電機組各1台，編制員工3人，廠址位在中福村三民路上，廠房共計60坪大，同年3月發電廠正式完工，並開始供電，而這座發電廠被命名為旭光發電廠。
當時，旭光發電廠的售電方式採包燈制度，計費方式以「一盞」和「一時」為單位，然而，因當時發電量不足，因此旭光發電廠所發出的電量供電範圍僅有琉球鄉白沙尾周圍，並且僅限夜間供電。一開始旭光發電廠為蔡明福個人所籌設的火力發電廠，但電力供給屬於公用事業，因此，琉球鄉公所即與蔡明福協調，將發電廠收歸公有，員工也改由鄉公所收編。

### 鄉公所接管
1968年4月，旭光發電廠產權正式讓售給琉球鄉公所經營。同年8月，琉球鄉公所向台灣電力公司申請農村電氣化工程，台電公司收到申請後，將該案歸類在第14期農村電氣化工程中，並對琉球鄉公所補助新臺幣95萬1,280元，後續更指派工程師前往琉球鄉協助裝設所有的高低壓配電線路、配電盤以及柴油發電機。該項擴增工程於1968年10月下旬完成，完工後，台電公司在指派人員協助實施安全線路檢查，確認安全無虞後即開始供電。當時臺灣省政府亦補助琉球鄉公所電氣化專款新臺幣116萬元。
1968年12月，旭光發電廠再添購一部300KW的柴油發電機，然而當時琉球鄉每日供電時間仍只有9小時30分鐘，並且，供電時間分為三個階段：每天凌晨3時至6時，中午11時至1時，下午6時至11時。但當時供電時間時常不照這個規律進行，經常僅有供電約6個小時。
1973年9月，旭光發電廠中原裝設的一部300KW柴油發電機組發生超載故障，台電公司聞訊隨即自臺灣本島撥借一部500KW柴油發電機組到琉球島上供緊急發電用。旭光發電廠由於初始便是以柴油作為該廠火力發電的主要燃料，而當時柴油價格與船運成本高昂，使得琉球鄉用電戶的電費曾從一度4元高漲至最高一度9元，造成鄉民生活不便，並增加負擔，然而發電廠方面仍難以調整財政頹勢的狀況。時任琉球鄉鄉長王海為改善此狀況，遂向屏東縣政府表示無力營運發電廠，希望台電公司能夠接管。

### 台電接管
該項案件經屏東縣政府轉報行政院經濟部，時任行政院長蔣經國，為加速臺灣各地農村建設及改善離島居民生活，於1974年核定「台電公司接辦臺灣省離島電業實施方案」。台電公司依此方案，自1974年起，分三年接辦離島各電業，其中，琉球鄉之電業接管由於是該鄉鄉公所主動提出，因此台電於第一年，1975年4月1日首先接辦琉球鄉電業，同年再接辦澎湖縣七美鄉及望安鄉電業，第二年再接辦臺東縣綠島鄉及澎湖縣吉貝嶼電業，最後一年接辦澎湖縣鳥嶼村及井嶼電業。
台電公司在接辦琉球鄉之電力業務後指示屏東區營業處接辦旭光發電廠，同時成立琉球服務所。而旭光發電廠原本位在中福村的電廠的幅員太小，於是台電公司將發電廠遷廠至大福村大寮慈雲寺下方，遷廠後，發電廠廠區面積來到500坪。台電公司為使接辦後業務能順利推展起見，即向琉球鄉調派技術人員進行發電機及供電線路檢修，並針對各用電戶進行用電設備的檢測。台電公司也大幅調降原本高額的電費，使得琉球鄉之電費與臺灣本島計算方式相同。台電公司接辦前後之電費落差將近10倍，由於電價低廉，加速琉球鄉居民的全面電氣化，用電量大增，台電公司接辦前，用電戶數僅1,881戶，接辦後不久便增加到1,934戶。
旭光發電廠發電所需的柴油須由台電公司向中油公司提運，中油公司自高雄儲油廠先以卡車將桶裝的油料運至東港碼頭再以貨船轉運至琉球鄉，最終再以卡車將油料從琉球碼頭運至旭光發電廠，然而如遭逢海面風浪過大之時期，運送的貨船即無法航行，加上旭光發電廠遷廠後初期並沒有儲油槽的設置，導致旭光發電廠曾發生過連續十數天無法補給發電油料的慘況。
台電公司為加強供電，加上原本位在大福村大寮慈雲寺下方的發電廠廠址是租用的。因此，1976年，琉球鄉公所向台電公司提供大福村仁愛路旁的空地興建發電廠，該空地面積達2,000多坪。台電公司即將發電廠再度遷移至此，廠內配置7名員工，並新建一間服務所。
1978年8月，新建的發電廠內裝設兩部裝置容量達1,000KW的柴油發電機組，供電時間延長為每天13小時50分，然而仍無法全天供電，加上發電成本仍舊無法有效降低。台電公司方面即有新建海底電纜，讓琉球鄉之所需電力直接自臺灣本島輸送至島上的構想。加上經台電公司內部評估，如在海底架設電纜供電，將比在琉球發電廠內增設柴油發電機每年更可省下約新臺幣1,000萬元。
1978年夏季，台電公司決定從林邊鄉崎峰村至琉球鄉大福村間，架設一迴路陸上架空線路5公里及兩迴路海底電纜17公里，該案台電公司呈報行政院經濟部後，於1978年5月31日回函同意核准辦理。1980年6月25日，電纜正式完工，琉球鄉自此正式能夠全天候24小時穩定供電。旭光發電廠也自此失去功用後停止發電業務，改為純營業所服務，原先的編制7人也降為3人。
2005年7月24日，由於琉球鄉供電海底電纜中，其中一條已30高齡的海底電纜迴路有一相故障，尚未修復。隔年11月18日又發生一條迴路三相全斷，使得輸往琉球鄉電力的兩條海底電纜一迴路三相全斷，另一迴路一相中斷，輸電量大減。台電公司緊急修復已停止營運的旭光發電廠1,000KW柴油發電機組兩部，外租四部800KW柴油發電機以及調借台電各處15部柴油發電機組共2,000KW應急發電。而這項應急的發電工程也是台電公司有史以來最短工期之離島發電案。
在台電公司加設多條新海底電纜後，旭光發電廠再度停止發電業務，但為以防電纜斷裂致供電中斷，發電廠並未廢廠，改為備用之狀態。

## 設備

### 發電機組
| 名稱   | 柴油機類型                      | 發電機類型                         | 機組數量 | 發電燃料 | 裝置容量（MW） | 興建年代   | 狀態   |
| ------ | ------------------------------- | ---------------------------------- | -------- | -------- | -------------- | ---------- | ------ |
| 一號機 | 德国MAN集團製柴油機             | 德国西門子交流式同步發電機         | 1        | 柴油     | 1.0MW          | 1978年8月  | 備役中 |
| 二號機 | 德国MAN集團製柴油機             | 德国西門子交流式同步發電機         | 1        | 柴油     | 1.0MW          | 1978年8月  | 備役中 |
| 三號機 | 英国Mirrlees Blackstone製柴油機 | 美国康明斯發電機製交流式同步發電機 | 1        | 柴油     | 1.0MW          | 2007年     | 備役中 |
| 四號機 | 英国Mirrlees Blackstone製柴油機 | 美国愛默生電力製交流式同步發電機   | 1        | 柴油     | 1.5MW          | 2008年     | 備役中 |
| 五號機 | 比利时ABC工業製柴油機           | 美国愛默生電力製交流式同步發電機   | 1        | 柴油     | 1.0MW          | 2009年10月 | 備役中 |
| 六號機 | 比利时ABC工業製柴油機           | 美国愛默生電力製交流式同步發電機   | 1        | 柴油     | 1.0MW          | 2009年10月 | 備役中 |

### 發電廠區
- 所屬機關：台灣電力公司屏東區營業處
- 人員配置：3人（發電廠營運時期為7人）
- 廠區面積：2,000坪

## 資料來源
1. ↑  . 台灣電力公司 屏東區營業處.   [2016-02-01]. （原始内容存档于2019-05-21）.
2. 1 2 3 4  葉永騫. . 小琉球旅遊資訊網. 2011-05-31  [2016-02-01]. （原始内容存档于2019-05-19）.
3. 1 2 3 4 5 6 7 8 9 10 11 12 13 14 15 16 17 18 19 20 21 22 23  朱瑞墉.  (PDF). 源雜誌. 2009-07  [2016-02-01]. （原始内容存档 (PDF)于2017-01-13）.
4. 1 2 3  紅藍創意團隊.  (PDF). 台電月刊583期. 2011-07  [2016-02-01]. （原始内容 (PDF)存档于2017-01-11）.
5. ↑  . 華城電機. 2009-11-30  [2016-02-01]. （原始内容存档于2017-01-13）.

## 外部連結
- 琉球發電廠簡介 （页面存档备份，存于）